# London Town (album Wings)
| Recensione                     | Giudizio     |
| ------------------------------ | ------------ |
| AllMusic                       | [ 9 ]        |
| Christgau's Record Guide       | B            |
| The Essential Rock Discography | 5/10         |
| MusicHound                     | [ 12 ]       |
| Q                              | [ 13 ]       |
| Rolling Stone                  | (favorevole) |
| The Rolling Stone Album Guide  | [ 15 ]       |
| Ondarock                       | 6/10         |

London Town è il settimo album dei Wings, pubblicato nel 1978.

## Storia
Dopo il periodo di massimo successo commerciale raggiunto con il disco del 1976 Wings at the Speed of Sound e il suo acclamato tour seguente (il "Wings Over the World Tour"), il leader del gruppo Paul McCartney pianificò per il 1977 le sessioni per il successivo album di studio dei Wings.
Nel febbraio 1977, le sedute iniziarono agli Abbey Road Studios e continuarono fino alla fine di marzo. Il piano iniziale di McCartney di intraprendere un nuovo tour di concerti negli Stati Uniti fu guastato dal ricovero in ospedale della moglie Linda che era incinta del loro terzo figlio. Con la consapevolezza di avere tempo a disposizione, e sempre in cerca di nuovi posti dove registrare, gli Wings presero alloggio su uno yacht dal nome "Fair Carol" attraccato alle Isole Vergini, e durante il mese di maggio, sull'imbarcazione, dove era stato impiantato uno studio di registrazione, furono scritte e completate numerose canzoni. Data l'atmosfera marinara che aveva circondato le registrazioni, il titolo provvisorio dell'album era Water Wings. Paul, famiglia e Wings si trasferiscono dunque su due lussuose case galleggianti: "El Toro" e "Samala" (successivamente Paul si sposta su "Wanderlust", nome che anni dopo gli ispirerà il titolo per una canzone). Quando in agosto, per Linda giunse quasi il momento di partorire, McCartney fermò le sedute di registrazione per il disco e si fece ritorno in Europa. Fatta eccezione per una canzone intitolata Mull of Kintyre, registrata nella tranquillità bucolica degli Spirit of Ranachan Studios in Scozia, e per il completamento di un brano chiamato Girls School, che sarebbe stato l'unica pubblicazione dei Wings in tutto il 1977, non furono completate altre tracce.
Prima della pubblicazione del singolo, due membri della band lasciarono il gruppo. Il batterista Joe English sentiva la mancanza dell'America, sua terra natia, e se ne tornò a casa, mentre il chitarrista Jimmy McCulloch lasciò per entrare negli Small Faces in settembre. Per la prima volta dai tempi di Band on the Run nel 1973, gli Wings si ritrovarono ad essere composti solo da Paul, Linda e Denny Laine. McCartney si incaricò allora delle parti di batteria (nei brani Backwards Traveller, Cuff Link e Girlfriend) e di chitarra solista (in Don't Let It Bring You Down e Name And Address).
A novembre, due mesi dopo la nascita del figlio James, e poco tempo dopo che le sessioni per London Town erano ricominciate, Mull of Kintyre si rivelò un grandissimo successo commerciale in Inghilterra, diventando il singolo più venduto in assoluto (persino più di She Loves You dei tempi dei Beatles) di McCartney.
Dopo qualche sovraincisione suppletiva nel gennaio 1978, London Town fu completato e, preceduto dal singolo numero 1 negli Stati Uniti With a Little Luck, l'album venne pubblicato una settimana dopo. London Town venne generalmente accolto bene dalla critica e dal pubblico, raggiunse la posizione numero 4 in Gran Bretagna e la numero 2 in classifica negli Stati Uniti dove diventò disco di platino. Ma dopo una partenza a razzo, dimostrò di non possedere la durevole solidità commerciale delle precedenti uscite dei Wings, iniziando piano piano a scendere di posizione in posizione nelle classifiche. Nonostante l'avvento del punk (che portò una vera e propria rivoluzione nell'ambiente musicale dell'epoca) abbia sicuramente contribuito allo scarso successo di London Town, l'album viene oggi considerato uno dei migliori tra quelli prodotti dagli Wings.
Deluso per come la Capitol Records aveva gestito la distribuzione in terra americana del singolo Mull of Kintyre, che a differenza dell'Inghilterra era stato un flop, sfiorando appena le Top 40 hit, e per la scarsa promozione data all'album London Town, Paul, avendo il contratto in scadenza, decise di non rinnovarlo e firmò un nuovo accordo con la Columbia Records per l'esclusiva della pubblicazione del suo materiale nel Nord America (restando comunque con la EMI per la distribuzione nel resto del mondo).
Nel 1993, London Town è stato rimasterizzato e ristampato in formato CD come parte della serie "The Paul McCartney Collection" con l'aggiunta dei brani Mull of Kintyre e della sua B-Side Girls School come tracce bonus.

## Registrazione
Il disco venne inciso a più riprese: prima ad Abbey Road (7 febbraio-31 marzo), poi nelle Isole Vergini (maggio 1977, il primo pezzo inciso fu Cafe on the left bank) in seguito tra il 25 ottobre e il 1º dicembre 1977 ad Abbey Road e poi agli AIR Studios (3-14 dicembre). Infine tra il 4 e il 23 gennaio 1978, di nuovo ad Abbey Road. Nei vari brani, McCartney suonò numerosi strumenti, tra cui violino, flauto, fischietto irlandese e sperimentò l'utilizzo del gizmo.

## Tracce

### Lato A
1. London Town – 4:10 (Denny Laine e Paul McCartney)
2. Cafe On The Left Bank – 3:25 (Paul McCartney)
3. I'm Carrying – 2:44 (Paul McCartney)
4. Backwards Traveller – 1:07 (Paul McCartney)
5. Cuff Link – 2:03 (Denny Laine e Paul McCartney)
6. Children Children – 2:20 (Paul McCartney)
7. Girlfriend – 4:31 (Paul McCartney)
8. I've Had Enough – 3:02 (Paul McCartney)

### Lato B
1. With a Little Luck – 5:45 (Paul McCartney)
2. Famous Groupies – 3:34 (Paul McCartney)
3. Deliver Your Children – 4:17 (Denny Laine e Paul McCartney)
4. Name And Address – 3:07 (Paul McCartney)
5. Don't Let It Bring You Down – 4:34 (Denny Laine e Paul McCartney)
6. Morse Moose And The Grey Goose – 6:27 (Denny Laine e Paul McCartney)

### Tracce Bonus - Edizione Rimasterizzata del 1993
1. Girls School (Lato B di Mull of Kintyre) - 4:35
2. Mull of Kintyre (Singolo, 11/11/1977) (Paul McCartney/Denny Laine) - 4:41

## Formazione
- Paul McCartney - voce, basso, batteria, chitarra, violino, registratore, percussioni, tastiere
- Denny Laine - voce (A6, B3), basso, chitarra, registratore, percussioni, tastiere
- Linda McCartney - percussioni, tastiere, voce
- Jimmy McCulloch - chitarra, percussioni
- Joe English - batteria, voce, percussioni, armonica
- Foto di copertina, collage e design del disco: Paul McCartney, Linda McCartney, Denny Laine